# Entomacis perplexa
Entomacis perplexa is een vliesvleugelig insect uit de familie van de Diapriidae. De wetenschappelijke naam van de soort is voor het eerst geldig gepubliceerd in 1857 door Haliday.